# Ampung Padang
Ampung Padang is een bestuurslaag in het regentschap Mandailing Natal van de provincie Noord-Sumatra, Indonesië. Ampung Padang telt 928 inwoners (volkstelling 2010).